# Rivière McPhadyen
La rivière McPhadyen est un affluent d'environ 120 km de longueur des lacs Menihek traversés par la rivière Ashuanipi et situés au centre de la péninsule du Québec-Labrador.
La rivière appartient au réseau hydrographique du fleuve Churchill qui rejoint l'océan Atlantique via le lac Melville.

## Description

### Rivière McPhadyen
La rivière McPhadyen est le drainage d'un lac sans nom situé à 600 m d'altitude près de la frontière avec le Québec (53° 54′ 19″ N, 67° 24′ 10″ O). Le cours d'eau commence son parcours en traversant une série de lacs vers le sud, puis l'est puis le nord et l'ouest pour passer juste au nord de sa source.
La rivière McPhadyen, après avoir collecté les têtes de bassin près de la frontière québécoise, prend une direction nord-nord-est sur environ 20 km dans une vallée relativement profonde et rectiligne suivant une cassure géologique. La vallée prend ensuite une direction nord-est après un coude marqué et une série de rapides, au fond d'une vallée profonde et relativement rectiligne suivant une longue cassure sur environ 30 km. La rivière collecte un important affluent venant du lac Desliens (divisé en deux branches issues d'un important lac non nommé en amont) en rive gauche (54° 07′ 25″ N, 67° 17′ 40″ O ainsi que trois affluents importants en rive droite.
La rivière McPhadyen va ensuite suivre une troisième et dernière grande cassure sur près de 40 km vers l'est en collectant un affluent majeur venant de l'ouest qui lui donne sa direction, alimenté par les nombreux lacs situés au nord et en partie par deux branches issues du lac traversé par l'affluent venant du lac Desliens (la topographie et la nature du terrain assis sur le bouclier canadien explique la structure particulière des réseaux hydrographiques au centre du Labrador). La rivière McPhadyen est alors un puissant cours d'eau entrecoupé de rapides au creux d'une vallée marquée. La rivière collecte plusieurs affluents non nommés, dont trois importants en rive gauche (54° 09′ 35″ N, 67° 01′ 13″ O, 54° 09′ 11″ N, 66° 56′ 45″ O et 54° 07′ 36″ N, 66° 50′ 55″ O) drainant les lacs au nord, et deux importants en rive gauche (54° 09′ 03″ N, 66° 57′ 36″ O et 54° 05′ 48″ N, 66° 41′ 58″ O). La rivière forme alors un lac de 6.5 km d'ouest en est sur 900 m de largeur au maximum avant de se terminer par une série de rapides en forçant son chemin à travers une chaîne de reliefs de 690 m d'altitude bordant la fosse du Labrador, et de se déverser au milieu des lacs Menihek à 480 m d'altitude.
Les lacs Menihek s'étirent du nord au sud sur près de 110 km, alimentés par la rivière Ashuanipi et régulés par la centrale hydroélectrique Menihek située à 42 km au nord.

### Affluent du lac Desliens
L'affluent du lac Desliens prend sa source à la frontière avec le Québec (54° 29′ 37″ N, 67° 39′ 02″ O), en amont d'un lac sans nom situé à 570 m d'altitude. Il s'écoule dans le lac Chaviteau puis dans le lac Chaillon . La rivière coule initialement au milieu d'un plateau lacustre au très faible dénivelé, traversant plusieurs lacs. En aval du lac Chaillon, les eaux s'écoulent vers le sud, traversent un lac sans nom et se divisent en deux branches. Une partie des eaux traverse la ligne de partage des eaux et se dirige à l'ouest vers le lac du Sable au Québec (bassin du réservoir de Caniapiscau vers la baie d'Hudson) (54° 17′ 27″ N, 67° 41′ 11″ O), tandis que l'autre partie se dirige vers l'est (bassin des lacs Menihek et du réservoir Smallwood vers l'océan Atlantique).
La ligne de partage des eaux est par endroits très peu marquée dans le Labrador central qui compte de nombreuses tourbières subarctiques. Si elle a pu être identifiée grâce aux technologies modernes, il existe des secteurs polyréiques (drainés vers deux versants différents) et des secteurs aréiques (situés sur la hauteur des terres et non drainés).
Cette situation exceptionnelle explique que les lacs Chaviteau, Chaillon, Ruyseh et Simao situés en amont et les lacs Vopell, Ribeiro et Desliens aient été nommés par la Commission de toponymie du Québec. Le bassin hydrographique en amont se trouve au Labrador, toutefois la frontière provinciale passe par le milieu du lac sans nom dont les eaux sont partagées selon la cartographie de la Commission de toponymie du Québec.
Les eaux de la branche orientale rejoignent le lac Desliens, se dirigent vers le sud, puis l'est puis le sud pour rejoindre la rivière McPhadyen.

## Hydrologie
La rivière McPhadyen draine une superficie de 3 610 km2. Le débit moyen est de 81 m3/s. Les écoulements mensuels les plus élevés se produisent généralement pendant la fonte des neiges en juin, avec une moyenne de 332 m3/s.

## Occupation humaine
Le bassin de la rivière McPhadyen se trouve dans une région sauvage et inhabitée. La difficulté d'accès, l'abondance de l'eau et la dureté des hivers, et surtout l'absence de découvertes minérales significatives, ont limité au minimum la présence humaine. De nombreux cours d'eau n'ont pas encore été reconnus sur le terrain et sont propices aux expéditions en canoë.